# Liste von Friedhöfen im Landkreis Nienburg/Weser
Die Liste von Friedhöfen im Landkreis Nienburg/Weser listet Friedhöfe im niedersächsischen Landkreis Nienburg/Weser auf. In dieser sortierbaren Liste werden die Friedhöfe alphabetisch nach den einzelnen Gemeinden geordnet.

## Liste der Friedhöfe
| Bezeichnung                                  | Bild           | Gemeinde       | Standort | Errichtung Einweihung | Weitere Informationen |
| -------------------------------------------- | -------------- | -------------- | --- | --------------------- | --- |
| Friedhof Bücken                              |                | Bücken         | nördlich der Stiftskirche St. Materniani et St. Nicolai und westlich der Hoyaer Straße (= Landesstraße L 351) (Lage) |                       | |
| Jüdischer Friedhof (Lavelsloh)               |                | Diepenau       | im Ortsteil Lavelsloh (Lage)                                                                                         |                       | |
| Alter Friedhof Drakenburg                    | Weitere Bilder | Drakenburg     | im Ortskern an der Ecke Wörnstraße, Wall (Lage)                                                                      |                       | |
| Friedhof Drakenburg (Tredde)                 |                | Drakenburg     | an der Straße Tredde (Lage)                                                                                          |                       | |
| Friedhof Eystrup                             | weitere Bilder | Eystrup        | am westlichen Ortsrand, an der Kirchstraße (Lage)                                                                    |                       | |
| Friedhof Hämelhausen                         | weitere Bilder | Hämelhausen    | am nördlichen Ortsrand, Ecke „Hirtenweg“/„Zum Schäferstall“ (Lage)                                                   |                       | und |
| Alter Friedhof (Hassel (Weser))              | weitere Bilder | Hassel         | Der Friedhof umgibt die Kirche St. Cosmae et Damiani zu Hassel (Lage)                                                |                       | |
| Neuer Friedhof (Hassel (Weser))              | weitere Bilder | Hassel         | am südwestlichen Ortsrand zwischen den Straßen Am Bultberg und An der Bult (Lage)                                    |                       | |
| Friedhof Eitzendorf                          | weitere Bilder | Hilgermissen   | Eitzendorf (Lage) |                       | |
| Friedhof Magelsen                            | weitere Bilder | Hilgermissen   | Magelsen, östlich der Landesstraße L 201 (Lage)                                                                      |                       | |
| Friedhof Wechold                             |                | Hilgermissen   | Wechold (Lage) |                       | |
| Friedhof Anderten                            |                | Heemsen        | Anderten, nördlich der Kapelle (Anderten 27) gelegen (Lage)                                                          |                       | |
| Friedhof Gadesbünden                         |                | Heemsen        | Gadesbünden, Postweg Richtung Heemsen (Lage)                                                                         |                       | |
| Friedhof Heemsen                             |                | Heemsen        | Heemsen, Friedhofsweg (Lage)                                                                                         |                       | |
| Friedhof Hoya                                |                | Hoya           | Von-Kronenfeldt-Straße (Lage)                                                                                        |                       | |
| Jüdischer Friedhof (Hoyerhagen)              | weitere Bilder | Hoyerhagen     | auf einer Anhöhe zwischen den Straßen „Vorberg“ und „Auf dem Sande“ (Lage)                                           |                       | |
| Jüdischer Friedhof (Leese)                   | weitere Bilder | Leese          | an der Straße „Zappenberg“ (Lage)                                                                                    |                       | |
| Eickhofer Friedhof                           | weitere Bilder | Liebenau       | Schloss Eickhof (Lage)                                                                                               |                       | Siehe Schloss Eickhof#Geschichte, 2. und 3. Absatz |
| Jüdischer Friedhof (Liebenau, Niedersachsen) | weitere Bilder | Liebenau       | Steyerberger Straße; Stolzenauer Straße (Lage)                                                                       |                       | |
| Friedhof Linsburg                            | Weitere Bilder | Linsburg       | Linsburg, Straße Pfefferberg (Lage)                                                                                  |                       | |
| Friedhof Marklohe                            |                | Marklohe       | Marklohe, westlich der L 351 (= Hoyaer Straße) und nordwestlich der St. Clemens-Kirche (Lage)                        |                       | |
| Friedhof Erichshagen                         | weitere Bilder | Nienburg/Weser | Erichshagen, Wölper Straße 50 A (Lage)                                                                               |                       | siehe Corvinus-Kirchengemeinde Nienburg-Erichshagen. Allgemeines zum Friedhof auf kirche-erichshagen.wir-e.de und Friedhof Erichshagen auf kirchengemeindelexikon.de                     |
| Friedhof Holtorf                             | weitere Bilder | Nienburg/Weser | Holtorf, Verdener Landstraße (= B 215) (Lage)                                                                        |                       | siehe |
| Jüdischer Friedhof (Nienburg/Weser)          | weitere Bilder | Nienburg/Weser | an der Bruchstraße (Lage)                                                                                            |                       | |
| Leintor-Friedhof                             |                | Nienburg/Weser | Nienburg/Weser, Quellhorststr. 30 (Lage)                                                                             |                       | Siehe Leintor-Friedhof auf martin-nienburg.de |
| Nordertor-Friedhof                           | weitere Bilder | Nienburg/Weser | Nienburg/Weser, Verdener Straße (Lage)                                                                               |                       | Siehe Liste der Baudenkmale in Nienburg/Weser#Gruppe: Friedhof mit Grabsteinen (= Nordertor-Friedhof, Verdener Straße) und Nordertor-Friedhof auf martin-nienburg.de; Verdener Straße 31 |
| Jüdischer Friedhof (Rehburg)                 | weitere Bilder | Rehburg-Loccum | im Ortsteil Rehburg an der „Düsselburger Straße“/„Am Gieseberg“ (Lage)                                               |                       | |
| Klosterfriedhof Loccum                       | weitere Bilder | Rehburg-Loccum | Loccum, Kloster Loccum (Lage)                                                                                        |                       | |
| Friedhof Rodewald                            |                | Rodewald       | Rodewald, Hauptstraße (Lage)                                                                                         |                       | Siehe |
| Friedhof Rohrsen                             | weitere Bilder | Rohrsen        | Rohrsen, Wilhelmstraße (Lage)                                                                                        |                       | |
| Friedhof Steimbke                            | weitere Bilder | Steimbke       | Steimbke, um die St.-Dionysius-Kirche an der Kirchstraße (Lage)                                                      |                       | |
| Jüdischer Friedhof (Stolzenau)               | weitere Bilder | Stolzenau      | an der Schinnaer Landstraße (= Landesstraße L 351) (Lage)                                                            |                       | |
| Jüdischer Friedhof (Uchte)                   |                | Uchte          | südlich der Hannoverschen Straße (Lage)                                                                              |                       | [ 4 ] |